# Igreja de Nossa Senhora da Purificação (Santo Espírito)
A Igreja de Nossa Senhora da Purificação, também referida como Igreja de Nossa Senhora das Candeias, localiza-se na freguesia do Santo Espírito, concelho da Vila do Porto, na ilha de Santa Maria, nos Açores.

## História
A sua primitiva edificação remonta ao século XVI, sob a invocação de Nossa Senhora da Purificação, conforme consta de todos os seus documentos conhecidos. É anterior a 1537, uma vez que, no testamento de João Tomé, o "Amo", datado de 13 de março daquele ano, já se fala da Casa de Nossa Senhora da Purificação.
Inicialmente, a sede da paróquia esteve na Ermida de Santo António, no sopé do Pico do Celeiro. A atual igreja foi erguida mais tarde, mudando-se para ela a referida paróquia. Encontra-se referida pelo padre Gaspar Frutuoso (1983):
"Saindo nesta Fajã para o Norte, nas terras feitas ao Campo da Macela, por a haver nele, chama-se ali Santo Espírito, onde dizem os antigos que na Ilha se disse a primeira missa do Espírito Santo, quando entraram nela e dali ficou a nomear-se ainda hoje em dia esta freguesia de Santo Espírito, sendo ela depois edificada, como agora está, da invocação da Purificação de Nossa Senhora, sem perder aquele nome antigo; (...)."
O seu primeiro Vigário, foi o Padre Janeanes e o segundo, Cristóvão Lopes, que foi apresentado a 13 de setembro de 1570. Neste período, Domingos Fernandes Faleiro e sua esposa, Margarida Afonso, grandes proprietários que residiam em Santo Espírito, fizeram erguer a Capela de São Pedro.
Encontra-se referida por MONTE ALVERNE (1986) ao final do século XVII com vigário, cura e tesoureiro.
O altar do lado da epístola foi erguido em 1698 pelo então vigário, padre António Soares Ferreira, destinado à confraria do Santíssimo Sacramento, posteriormente acrescentado por volta de 1760 pelo então vigário, padre António José Álvares Cabral.
Mais tarde, já no século XVIII, o templo foi acrescentado, como se depreende dos documentos da visita do licenciado Pedro Moniz da Costa, vigário da Igreja Paroquial de Nossa Senhora das Neves, de Ponta Delgada, na ilha de São Miguel, em 9 de agosto de 1753, sendo vigário o padre António José Alves Cabral:
"Reparei que esta igreja se acha muito arruinada pello tecto e notavelmente pequena, q não recebe metade do povo por ser numeroso por cuja causa he aos fregueses muito onoroso, principalmente no tempo de inverno e chuvas, ouvirem missa no adro, e necessita de se acrescentar mais seis côvados e de rectificar o tecto antes que experimente alguma notavel ruyna e porq. para estas obras não basta o limitado rendimento da fabrica e sejão obrigados os fregueses a repara-la; mando que daqui em diante paguem os trabalhadores de esmola a dita fabrica quarenta reis, e os oficiais a oitenta reis, e os lavradores pagarão as suas pensões a trigo na forma do costume athe agora e porque também necessita de reforma no lageamento da ditta igreja mando que os que tiverem sepulturas próprias na dita igreja o Redº Vigº os fará notificar para dentro de dois mezes depois do acrescentamento da ditta Igreja e concerto della retifiquem as dittas sepulturas [sob] pena de que o não fazendo assim perderem o domínio dellas."
Quando da visita pastoral do então bispo da Diocese de Angra, D. António Caetano da Rocha, em 28 de março de 1766, a igreja já estava aumentada. Era vigário, nesse tempo, o padre António José Alves Cabral que dirigiu tais obras, sendo  a Confraria do Santíssimo a que mais contribuiu para as mesmas.
Na ampliação do templo conservou-se o mesmo frontispício e a parte externa da cúpula da torre foi revestida de fragmentos de azulejos, postos a esmo, hoje de grande valor histórico, e que se acredita terem vindo de uma ermida em honra do Espírito Santo, construída em local próximo.
Durante muitos anos os vigários desta paróquia queixaram-se dos fracos ordenados que tinham, realmente inferiores aos das demais paróquias da ilha. No entanto, uma tal anomalia só teve solução em 1853.
Os altares das naves colaterais apresentam, nos fechos dos arcos, as datas de 1909 (à direita) e 1921 (à esquerda).
Encontra-se classificada como Imóvel de Interesse Público pelo Decreto nº 41.191, de 18 de julho de 1957, publicado no Diário do Governo na mesma data.
Em 18 de junho de 2000, a igreja foi reconsagrada, pelo bispo da Diocese, D. António de Sousa Braga, conforme placa comemorativa.
A festa de Santo António-Santo Espírito acontece, anualmente, a 3 de outubro.

## Características
O templo, em estilo barroco, apresenta fachada voltada a oeste, decorada com ornamentos em pedra basáltica com motivos em "s" e conchas, temas que confirmam que as obras de ampliação foram efetivamente do século XVIII, sobre a primitiva construção do século XVI. Ao lado esquerdo ergue-se a torre sineira, recoberta por cúpula azulejada. Nela destaca-se, abaixo do vão do sino, uma pedra de Cré, com uma inscrição epigráfica, hoje infelizmente ilegível.
Internamente divide-se em três naves com vãos compostos por arcos de volta perfeita e sete altares. O altar-mor, com um arco em pedra de Cré, é de invocação de Nossa Senhora da Purificação, tendo o seu retábulo pertencido à Igreja do Recolhimento de Santo António em Vila do Porto. As capelas colaterais são de invocação do Coração de Jesus, no lado da Epístola, e de Nossa Senhora do Rosário, no lado do Evangelho. No altar dedicado ao Divino Espírito Santo, além da Coroa exposta em um nicho, no seu arco destaca-se uma inscrição epigráfica com a data de 1931. No interior do templo destaca-se ainda a pia batismal, esculpida em pedra da ilha.

## Homenagens
A bela fachada da igreja foi tema de um selo postal emitido pelos CTT em 1985.